# Eike
Eike är en tidigare tätort som omfattade bebyggelse till större delen inom Karmøy kommun i Rogaland fylke i sydvästra Norge. En mindre del av tätortens bebyggelse fanns i angränsande Tysværs kommun. Orten ligger vid sidan av Europaväg 134, öster om staden Haugesund. Större delen av bebyggelsen räknas sedan 2015 som en del av tätorten Skre.